# Braine-le-Comte
Braine-le-Comte (in fiammingo  's-Gravenbrakel, in vallone Brinne-e-Hinnot) è una città belga di 20 543 abitanti, nella provincia vallona dell'Hainaut.

## Storia

### Simboli
Il villaggio di Braine venne acquistato nel 1158 dal conte Baldovino IV di Hainaut che vi costruì un castello che da allora venne chiamato Braine-le-Comte. Questa fortezza giocò un ruolo importante durante varie guerre nel corso dei secoli, non stupisce quindi che nel più antico stemma cittadino conosciuto, risalente al XV secolo, sia raffigurato un grande castello. Questa immagine venne gradualmente semplificata fino a ridursi ad una singola torre. Nel 1822 il consiglio comunale ottenne la concessione ufficiale dello stemma che venne confermato il 21 luglio 1838 e di nuovo il 1º dicembre 1977.